# Got to Believe
Hãy tin em thêm lần nữa (tên tiếng Anh: Got to believe) là một phim truyền hình dài tập hài lãng mạn năm 2013 của Philippines do Cathy Garcia-Molina làm đạo diễn với sự tham gia diễn xuất của Kathryn Bernardo và Daniel Padilla. Bộ phim được phát sóng trên kênh ABS-CBN và phát sóng toàn cầu trên The Filipino Channel từ ngày 26 tháng 8 năm 2013 đến ngày 7 tháng 3 năm 2014, thay cho Huwag Ka Lang Mawawala. Tập cuối của bộ phim được mệnh danh là Kết thúc Hay nhất, xếp hạng #1 trên bảng bình chọn truyền hình quốc gia Kantar Media.